# イニゴ・ペレス
イニゴ・ペレス・ソト（Iñigo Pérez Soto、1988年1月18日 - ）は、スペイン・パンプローナ出身の元サッカー選手、サッカー指導者。現役時代のポジションはミッドフィールダー。

## クラブ経歴
2009-10シーズンにアスレティック・ビルバオでプロデビュー。しかし、ビルバオではレギュラー獲得には至らず、2014年7月18日、CDヌマンシアに3年契約で移籍した。
2018年7月2日、CAオサスナと4年契約を交わした。
2021-22シーズン終了後、現役を引退した。

## 指導歴
現役引退後は、ビルバオ時代同僚であったアンドニ・イラオラ監督の下で、ラージョ・バジェカーノのアシスタントコーチに就任。
2024年2月14日、成績不振で解任されたフランシスコ・ロドリゲス監督の後任としてラージョ・バジェカーノの監督に就任した。